# Anabrus
Anabrus es un género de insectos perteneciente a la familia Tettigoniidae.

## Especies
Las siguientes especies pertenecen al género Anabrus:
- †Anabrus caudelli Cockerell, 1908
- Anabrus cerciata Caudell, 1907
- Anabrus longipes Caudell, 1907
- Anabrus simplex Haldeman, 1852
- Anabrus spokan Rehn & Hebard, 1920